# Pascanas
Pascanas es una localidad situada en el departamento Unión, pedanía Ascasubi, provincia de Córdoba, Argentina.
Se encuentra ubicada sobre el Ferrocarril General Mitre. Fue fundada a comienzos del siglo XX, un 12 de octubre de 1903, entre las poblaciones de Laborde y Chazón, a los márgenes de la ruta provincial número 11. Surgió gracias al ferrocarril y a los talleres ferroviarios que se encontraban cercanos a la estación (hoy Casa de la Cultura).
Varios años antes de ser consolidada como una población, Pascanas era conocida por los antiguos viajeros como un paraje apropiado para tomar un descanso en sus largos viajes por el centro del País y la provincia de Córdoba.
La principal actividad económica de la localidad es la agricultura, siendo el principal cultivo la soja, seguida por el maíz y el trigo. También es una zona donde se practica la ganadería, siendo Pascanas una de las principales localidades tamberas.
Existen en Pascanas dos importantes clubes, el Independiente Foot Ball Club (5) y el Club Atlético y biblioteca Pascanas (20), donde se practican diferentes actividades como ser tenis, fútbol, bochas, natación, pádel, etc.
También cuenta con comisaría, Municipalidad, plaza Bernardino Rivadavia, la parroquia de Nuestra Señora del Carmen y numerosos establecimientos agrícolas.

## Población
Cuenta con 2742 habitantes (Indec, 2022), lo que representa un descenso del 1 % frente a los 2779 habitantes (Indec, 2010) del censo anterior. El casco urbano de la localidad está compuesto por un total de 811 hogares.
| Gráfica de evolución demográfica de Pascanas entre 1991 y 2022 |
|                                                                |
| Fuente: Censos nacionales del INDEC                            |

## Indicadores demográficos
- Tasa de juventud: total de jóvenes es de 503, lo que equivale a 18,10 % de la población.

- Tasa de vejez: total de ancianos es de 221, lo que equivale a 7,95% de la población.

- Tasa de dependencia: proporción entre personas activas y las dependientes. En la localidad, el total de dependientes es de 724, siendo un 26,05% de la población.

- Tasa de mortalidad: en los últimos 10 años la mortalidad fue de un total de 372 defunciones, lo que resultó en un 133,86‰ de la población. En el último año  2022, las defunciones fueron un total de 35, siendo un 12,5‰ de la población.

- Tasa de natalidad: los nacimientos en los últimos 10 años fueron un total de 332, lo que sería 119‰ de la población. En el último año 2022, fueron un total de 29 nacidos, lo que es un 10,43‰ de la población.

## Toponimia
Primero se llamó Pueblo Castellano, después se modificó a Puscanas, que en idioma quechua significa alojamiento, lugar de descanso. En su fundación el nombre Puscanas sufre una alteración en su denotación, así este antiguo paraje pasa a denominarse como lo conocemos hoy en día con el nombre de Pascanas.

## Comunicación
En Pascanas funciona desde el 18 de septiembre de 2008, el periódico regional "EL MEDIO", el mismo cubre informaciones de interés general, cultura, deportes y sector agropecuario, entre otras cosas.

## Parroquias de la Iglesia católica en Pascanas
| Diócesis  | Villa de la Concepción del Río Cuarto |
| --------- | ------------------------------------- |
| Parroquia | Nuestra Señora del Carmen             |